# Grimus (roman)
Pour les articles homonymes, voir Grimus.
Grimus est un roman de science-fiction de Salman Rushdie paru en 1975. C’étaient ses débuts littéraires.
L’histoire suit vaguement « Aigle errant », un jeune homme amérindien qui reçoit le don de l’immortalité en buvant un fluide magique. Par la suite, ce personnage erre sur la terre pendant 777 ans, 7 mois et 7 jours, à la recherche de sa sœur « Louve ailée » immortelle et explorant des identités avant de tomber dans un trou dans la mer Méditerranée.
Il arrive dans une dimension parallèle à l’île mystique du Calf, où les immortels qui se sont lassés du monde mais qui sont réticents à renoncer à leur immortalité existent dans une communauté statique sous une autorité subtile et sinistre.
Publié en 1975, Grimus est le premier roman publié de Salman Rushdie. Dans une large mesure, il a été dénigré par les critiques universitaires ; Bien que le commentaire de Peter Kemp soit particulièrement virulent, il donne une idée de la réception initiale du roman :

## Style
Entre autres influences, Rushdie incorpore dans ce roman la mythologie soufie, hindoue, chrétienne et nordique. Les mythologies nordiques ainsi que la littérature pré- et post-moderniste dans sa construction du personnage et de la forme narrative. Grimus a été créé avec l’intention de concourir pour le « Prix de la Science-Fiction » de l’éditeur de Rushdie de l’époque, Victor Gollancz Ltd. En tant qu’œuvre de science-fiction, elle est comparable à Voyage to Arcturus de David Lindsay en ce sens qu’il y un très peu de science-fiction réelle. Au contraire, le voyage inter-dimensionnel/interstellaire fournit un cadre narratif qui s’accorde vaguement avec la forme narrative du bildungsroman pour rencontrer allégoriquement et enquêter sur de multiples idéologies sociales tout en recherchant un centre cohérent d’identité. Il peut être vu comme un développement et une extension des techniques et des traditions littéraires identifiées avec les Voyages de Gulliver de Jonathan Swift ou Utopie de Sir Thomas More, en ce sens que son voyage traverse à la fois les dimensions extérieures et intérieures, explorant à la fois les idéologies culturelles et les effets ambivalents qu’elles ont sur l’être psychique.
Comme une grande partie de l’œuvre de Rushdie, Grimus sape le concept d’une « culture pure » en démontrant l’impossibilité de toute culture, philosophie ou Weltanschauung existant dans un isolement stérile. Cette approche profondément post-structuraliste s’exprime ouvertement, par exemple, dans le commentaire de Virgile sur les limites des théories esthétiques qui tentent de supprimer leurs propres contingences : « Tout intellect qui se limite au simple structuralisme est voué à rester piégé dans ses propres toiles. Vos mots ne servent qu’à tisser des cocons autour de votre propre insignifiance » (Grimus p. 91).
De plus, dans Grimus, les habitudes que les communautés adoptent pour s’empêcher de reconnaître la multiplicité acquièrent une représentation allégorique dans la Voie de K. La Voie de K peut être considérée comme Rushdie sondant les théories influencées par Rousseau sur l’homme et la société qui ont influencé une grande partie des récits de voyage occidentaux post-XVIIIe siècle et la littérature influencée par le modernisme de l’Angleterre des années 1930 en particulier. À la lumière de ce qui précède, nous pouvons voir Rushdie comme ayant produit ce que Linda Hutcheon appelle un « roman histiographique ». C’est-à-dire des romans qui explorent et sapent les concepts d’origines culturelles stables de l’identité.
Dans son œuvre ultérieure Les Enfants de Minuit, avec Grimus, Rushdie attire l’attention sur le statut provisoire de la « vérité » de son texte et donc sur le statut provisoire de tout récit reçu de la réalité, en utilisant des méta-textes qui mettent en évidence le caractère non naturel et biaisé de la construction du texte en tant qu’entité. Par exemple, l’épilogue de Grimus comprend une citation de l’un de ses propres personnages. Ainsi, le texte s’articule autour des « symptômes de cécité qui marquent ses limites conceptuelles » plutôt que l’expression directe d’intuitions didactiques.
Rushdie a fait valoir que « l’une des choses qui se sont produites au XXe siècle est une réalité de fragmentation colossale ». Ainsi, à l’instar de Gabriel García Márquez, Grimus incorpore le réalisme magique pour transgresser les distinctions de genres, ce qui reflète « l’état de confusion et d’aliénation qui définit les sociétés et les individus postcoloniaux ».

## Structure
L’un des dispositifs structurels de Grimus s’inspire de « La Conférence des Oiseaux » d’Attar de Nishapur. Un poème allégorique qui soutient que « Dieu » est la totalité transcendantale de la vie et de la réalité plutôt qu’une entité extérieure à la réalité. Il s’agit d’un aspect fondamental du soufisme, et l’utilisation qu’en fait Rushdie préfigure son exploration de la relation entre la religion et la réalité dans « Les Versets sataniques », « La honte », « Est-Ouest » et un certain nombre de ses œuvres de non-fiction. Les deux récits s’orientent vers la révélation de la « vérité » qui attend au sommet du mont Qâf. La note de bas de page dans le journal de Virgile « explique » l’utilisation de « K » plutôt que de « Q », ce qui attire ouvertement l’attention sur le récit en tant que construction, dont les effets sont discutés ci-dessus, et dans une ironie assez sombre préfigure « l’affaire Rushdie » lorsqu’elle déclare qu'« un puriste ne me pardonnerait pas, mais c’est là ».
La Divine Comédie de Dante Alighieri fournit la structure de l’exploration des dimensions intérieures par Grimus. c’est-à-dire un voyage à travers des cercles concentriques et la traversée d’une rivière pour arriver à la région centrale la plus terrifiante. Par conséquent, la prise de conscience par Aigle errant qu'« il escaladait une montagne dans les profondeurs d’un brasier plongeant profondément en moi » et le fait qu’il ait confondu Virgil Jones avec « un démon » se manifestent comme faisant partie d’une « torture infernale » (« Grimus », p. 69). Cette manipulation de l'Enfer de Dante, le trope de l’Enfer, en tant qu’il agit pour révéler la réalité psychologique plutôt qu’empirique, brouille les frontières séparant les réalités internes et externes, ce qui est une vanité fondamentale du roman et de l’œuvre de Rushdie dans son ensemble. Le fait de baser Calf Island sur une fusion de références orientales et occidentales (c’est-à-dire le mont Purgatoire de Dante et la montagne Qâf d’Attar) est emblématique de la localisation par Rushdie de l’identité postcoloniale dans une coalescence éclectique de cultures

## Caractères appariés
Kathryn Hume soutient que l’une des techniques les plus efficaces de Rushdie pour mettre l’accent sur la pensée dualiste problématique est l’appariement des personnages. Cependant, avec le manque de succès commercial initial de Grimus et la fureur suscitée par Les Versets sataniques, la plupart des critiques ont négligé l’exploration beaucoup plus intéressante des tropes religieux incarnés dans l’appariement de Grimus et d'Aigle errant. Grimus représente la divinité de l’Islam/Soufisme tandis que l’Aigle errant représente le Shiva de l’hindouisme. Comme c’est typique de Rushdie, les divisions de caractéristiques qui distinguent les polarités de ce couple sont traumatisées et brouillées alors que ces personnages sont structurellement et littéralement appariés, mélangés et unifiés dans le texte.
Les critiques du livre lors de sa première publication ont mis l’accent sur ses éléments de science-fiction. L’auteur de science-fiction Brian Aldiss a affirmé que lui, Kingsley Amis et Arthur C. Clarke faisaient partie d’un jury de prix littéraire de science-fiction à l’époque qui a identifié Grimus en tant que meilleur candidat pour le prix du livre de science-fiction de l’année, mais ce prix a été refusé par les éditeurs qui ne voulaient pas que le livre soit classé comme science-fiction pour des raisons de marketing.